# SMS V 46
V 46 – niemiecki niszczyciel z okresu I wojny światowej. Czwarta jednostka typu V 43. Okręt wyposażony w trzy kotły parowe opalane ropą. Zapas paliwa 296 ton. W 1918 roku internowany w Scapa Flow. Później przejęty przez Francję i złomowany w 1924 roku.